# 937
سنة 937 كانت سنة بسيطة تبدأ يوم الأحد (الرابط يظهر نموذج التقويم الكامل للسنة) من التقويم اليولياني.

## مواليد
- يوحنا الثاني عشر.

## وفيات
- أبو مزاحم الخاقاني.
- يحيى بن ذي النون.